# Sonny Clark Trio (1957)
Sonny Clark Trio è un album del pianista statunitense Sonny Clark, pubblicato dalla Blue Note Records nel 1957.
Il disco fu registrato il 13 ottobre del 1957 al "Rudy Van Gelder Studio" ad Hackensack nel New Jersey (Stati Uniti).

## Tracce
Lato A
1. Be-Bop – 9:52 (Dizzy Gillespie)
2. I Didn't Know What Time It Was – 4:20 (Lorenz Hart, Richard Rodgers)
3. Two Bass Hit – 3:42 (Dizzy Gillespie, John Lewis)

Lato B
1. Tadd's Delight – 6:00 (Tadd Dameron)
2. Softly as in a Morning Sunrise – 6:31 (Sigmund Romberg, Oscar Hammerstein II)
3. I'll Remember April – 4:52 (Don Raye, Gene DePaul, Patricia Johnston)

CD del 2008, pubblicato dalla Blue Note Records
1. Be-Bop – 9:52 (Dizzy Gillespie)
2. I Didn't Know What Time It Was – 4:20 (Lorenz Hart, Richard Rodgers)
3. Two Bass Hit – 3:42 (Dizzy Gillespie, John Lewis)
4. Tadd's Delight – 6:00 (Tadd Dameron)
5. Softly as in a Morning Sunrise – 6:31 (Oscar Hammerstein II, Sigmund Romberg)
6. I'll Remember April – 4:52 (Don Raye, Gene DePaul, Patricia Johnston)
7. I Didn't Know What Time It Was – 4:18 (Lorenz Hart, Richard Rodgers) – Alt. take
8. Two Bass Hit – 3:59 (Dizzy Gillespie, John Lewis) – Alt. take
9. Tadd's Delight – 5:01 (Tadd Dameron) – Alt. take

## Musicisti
Sonny Clark Trio
- Sonny Clark - pianoforte
- Paul Chambers - contrabbasso (tranne in I'll Remember April)
- Philly Joe Jones - batteria (tranne in I'll Remember April)